# Tjernjalka
Tjernjalka (bulgariska: Чернялка) är ett vattendrag i Bulgarien.   Det ligger i regionen Pleven, i den centrala delen av landet, 120 km nordost om huvudstaden Sofia.
Trakten runt Tjernjalka består till största delen av jordbruksmark. Runt Tjernjalka är det ganska tätbefolkat, med 93 invånare per kvadratkilometer.